# Leewasser (Ingenbohl)
Das Leewasser ist ein knapp 3 Kilometer langer Bach in der Schwyzer Gemeinde Ingenbohl. Es mündet in den Vierwaldstättersee.

## Name
Der erstmals im Jahr 1550 erwähnte Gewässername des Flusses wird abgeleitet vom Begriff der im Lehensverhältnis vergebenen Wassernutzungsrechte, und zwar wohl in diesem Fall bezüglich der Fischerei im Gewässer.

## Geographie

### Verlauf
Das Leewasser entspringt in einer eingedolten Quelle bei Stegstuden direkt neben der A4 nördlich der Ortschaft Ingenbohl und entwässert den südöstlichen Teil des Felderbodens, des flachen Schwemmgebiets der Muota unterhalb des Fronalpstocks am Ausgang des Muotatals. Die Quellen werden einerseits von Grundwasseraufstössen aus den mächtigen Schotterablagerungen im Muotadelta und andererseits von Sickerwasser von den Berghängen gespeist. Ein grösserer Zufluss ist der Klosterbach. Als Fliessgewässer in einer weiten Ebene hat der Bach nur ein geringes Gefälle. Das Leewasser mündet nicht in die nahe Muota, sondern südöstlich von deren Einmündung in den Vierwaldstättersee im Becken des Föhnhafens 2 von Brunnen selbst in den See.

### Einzugsgebiet
Das 6,05 km² grosse Einzugsgebiet des Leewassers liegt in den Schwyzer Alpen und wird durch ihn über die Reuss, die Aare und den Rhein zur Nordsee entwässert.
Es besteht zu 17,8 % aus bestockter Fläche, zu 55,7 % aus Landwirtschaftsfläche, zu 25,3 % aus Siedlungsfläche und zu 1,3 % aus unproduktiven Flächen.
Die Flächenverteilung
Die mittlere Höhe des Einzugsgebietes beträgt 507,8 m ü. M., die minimale Höhe liegt bei 422 m ü. M. und die maximale Höhe bei 865 m ü. M.

### Zuflüsse
- Klosterbach (links), 1,7 km, 0,97 km²

## Hydrologie
Bei der Mündung des Leewassers in den Vierwaldstättersee beträgt seine modellierte mittlere Abflussmenge (MQ) 230 l/s. Sein Abflussregimetyp ist pluvial inférieur und seine Abflussvariabilität beträgt 25.

## Fauna
Zusammen mit der Muota bildet das Leewasser einen wichtigen Bestandteil des Lebensraums der Muota-Seeforelle.

## Trinkwasser
Das Leewasser lieferte das Trink- und Brauchwasser für die Häuser von Brunnen und im 19. Jahrhundert auch für die ersten grossen Hotels am See, bis die Gemeinde Ingenbohl, der sich das vorher selbständige Dorf Brunnen im Jahr 1888 angeschlossen hatte, im Jahr 1889 eine moderne
Trinkwasserversorgung errichtete.

## Sehenswürdigkeiten
Die an Quellen und kleinen Gewässern reiche Topographie der Ebene unterhalb des auf einem Moränenhügel liegenden Klosters Ingenbohl hat auch zur Wahl des erstmals im Jahr 1217 erwähnten Ortsnamens des Dorfes Brunnen, dessen Kernzone am Leewasser liegt, geführt.